# Thomas Plater
Thomas Plater (* 9. Mai 1769 in Annapolis, Province of Maryland; † 1. Mai 1830 in Poolesville, Maryland) war ein US-amerikanischer Politiker. Zwischen 1801 und 1805 vertrat er den Bundesstaat Maryland im US-Repräsentantenhaus.

## Werdegang
Thomas Plater war ein Sohn von Gouverneur George Plater (1735–1792). Er besuchte das College of William & Mary in Williamsburg (Virginia). Nach einem anschließenden Jurastudium und seiner Zulassung als Rechtsanwalt begann er in diesem Beruf zu arbeiten. Im Jahr 1794 nahm er als Oberstleutnant der Staatsmiliz an der Niederschlagung der Whiskey-Rebellion teil. Danach bekleidete er in seiner Heimat verschiedene lokale Ämter. Politisch schloss er sich der von Alexander Hamilton gegründeten Föderalistischen Partei an.
Bei den Kongresswahlen des Jahres 1800 wurde Plater im dritten Wahlbezirk von Maryland in das US-Repräsentantenhaus in Washington, D.C. gewählt, wo er am 4. März 1801 die Nachfolge von William Craik antrat. Nach einer Wiederwahl konnte er bis zum 3. März 1805 zwei Legislaturperioden im Kongress absolvieren. In diese Zeit fielen der 1803 getätigte Louisiana Purchase und die Ratifizierung des zwölften Verfassungszusatzes im Jahr 1804. Nach dem Ende seiner Zeit im US-Repräsentantenhaus praktizierte Thomas Plater wieder als Anwalt. Er starb am 1. Mai 1830 in Poolesville.